# Spotlight (sång)
"Spotlight" är en låt framförd av den amerikanska popartisten Madonna, skriven tillsammans med Stephen Bray och Curtis Hudson. Låten skulle från början varit med på Madonnas tredje album True Blue men blev borttagen av okänd anledning. En förlängd version förekom istället på EP:n You Can Dance. Dock släppte man en icke-förlängd låt som singel i Japan den 25 april 1988. Denna singel är i nutid väldigt sällsynt.

## Medverkande
- Madonna – sång, låtskrivare
- Stephen Bray – producent, låtskrivare
- Curtis Hudson – låtskrivare
- Shep Pettibone – remixi
- John "Jellybean" Benitez – additional mixing

## Listplaceringar
| Lista (1988)                       | Topplacering |
| ---------------------------------- | ------------ |
| Japan (Japan Oricon Singles Chart) | 3            |
| USA Billboard Hot 100 Airplay      | 32           |
| USA (Hot Crossover Singles)        | 15           |

### Fotnoter
1. ↑  Schilling 1997, s. 149.
2. 1 2  Feldman 2000, s. 211.